# Qəbələ
Qəbələ, talvolta riportato come Qabala, Gabala o Kabala, è una città dell'Azerbaigian, capoluogo dell'omonimo distretto. 
Storica capitale dell'Albania caucasica, la città divenne in seguito nota come Qutqashen (o Kutkashen). La città moderna, che comprende anche il villaggio di Küsnət, conta 12.808 abitanti. 

## Storia

### Antichità
Qəbələ era l'antica capitale dell'Albania caucasica. L'evidenza archeologica indica che la città funse da capitale dell'Albania caucasica già nel IV secolo a.C.  Fino ad oggi, ci sono le rovine dell'antica città e la porta principale dell'Albania caucasica. Gli scavi in corso nei pressi del villaggio Çuxur mostrano che Gabala dal IV al III secolo a.C. e fino al XVIII secolo era una delle principali città con commercio e artigianato sviluppati. Le rovine dell'antica città si trovano a 15 km dal centro regionale, dislocate sul territorio compreso tra i fiumi Qaraçay e Covurluçay. Qəbələ si trovava nel mezzo della Via della seta, vecchia di 2500 anni, ed è stata menzionata da Plinio il Giovane come "Kabalaka", il geografo greco Tolomeo come "Khabala", lo storico arabo Ahmad ibn Yahya al-Baladhuri come "Khazar". Nel XIX secolo, lo storico azero Abbasqulu ağa Bakıxanov menzionò nel suo libro Gulistani Irem che Kbala o Khabala erano in realtà Qəbələ.
Negli anni '60 a.C., le truppe romane attaccarono l'Albania caucasica ma non riuscirono a catturare il territorio di Qəbələ. Nel 262 d.C., l'Albania caucasica fu occupata dall'Impero Sasanide, ma conservò il suo status politico ed economico. Nel 464 perse la sua indipendenza a causa di anni di invasioni da parte delle tribù nomadi del nord e dovette spostare la sua capitale a Partava (attualmente Bərdə).

### Epoca medioevale e moderna
Qəbələ fu occupata da Shirvanshah Fariburz, re Davide IV di Georgia nel 1120, dal mongolo Tamerlano nel 1386, dallo Scià Tahmāsp I nel 1538 e dal persiano Nader Shah nel 1734 ma riuscì a preservare la sua cultura e identità. Dopo la morte di Nader Shah nel 1747, la regione si divise in khanati e sultanati indipendenti e Qəbələ divenne un sultanato di Qutqashen. Era anche chiamato Qəbələ Mahali. Dopo quella che oggi è indicata come la Repubblica dell'Azerbaigian fu annessa dall'Impero Persiano, sotto la dinastia Qajar, dall'Impero Russo nel 1813 attraverso le conseguenze della Guerra Russo-Persiana (1804-1813) e il conseguente Trattato di Gulistandel. Grazie ai ritrovamenti archeologici Qəbələ è stata dichiarata Riserva Statale Nazionale nel 1985.

### Epoca contemporanea
Dopo la dissoluzione dell'Unione Sovietica, Qəbələ ha intrapreso un processo di ristrutturazione su una scala mai vista nella sua storia. Migliaia di edifici del periodo sovietico sono stati demoliti per far posto a una cintura verde sulle sue rive; parchi e giardini sono stati costruiti sui terreni bonificati riempiendo la pedemontana del Qəbələ.  La città sta crescendo dinamicamente e si sviluppa a pieno ritmo su un asse nord lungo le rive del Mar Caspio.

## Sport
La principale società calcistica è il Qəbələ, che ha raggiunto la fase a gironi della UEFA Europa League 2015-2016.